# DNA (bài hát của BTS)
"DNA" là một bài hát tiếng Hàn và tiếng Nhật của nhóm nhạc nam Hàn Quốc BTS. Phiên bản tiếng Hàn được phát hành thông qua Big Hit Entertainment vào ngày 18 tháng 9 năm 2017 dưới dạng bài hát chủ đề của mini album thứ năm Love Yourself: Her (2017). Phiên bản tiếng Nhật của bài hát được phát hành thông qua Universal Music Japan vào ngày 6 tháng 12 năm 2017, như bài hát chủ đề trong album đĩa đơn, bao gồm "Mic Drop" và bài hát "Crystal Snow", cả hai đều bằng tiếng Nhật. Cả hai phiên bản đều được viết bởi "Hitman" Bang, Supreme Boi, KASS, Suga, RM, Pdogg. Một bản remix "Pedal 2 LA" của bài hát được phát hành trong album tổng hợp thứ ba của nhóm, Love Yourself: Answer (2018). Bài hát thuộc thể loại EDM và pop, lời bài hát nói về định mệnh và tình yêu sét đánh.
Bài hát nhận được đánh giá tích cực từ các nhà phê bình âm nhạc, được ca ngợi về cách sản xuất, âm thanh và hướng âm nhạc của nhóm. Nó cũng được ví như tác phẩm của Selena Gomez, Shawn Mendes và Avicii. Về mặt thương mại, phiên bản tiếng Hàn của "DNA" đã ra mắt ở vị trí số 2 trên bảng xếp hạng kỹ thuật số Gaon và vị trí số 1 trên Billboard K-pop Hot 100. Kể từ đó nó đã được bán hơn 2,5 triệu bản kỹ thuật số ở Hàn Quốc tính đến tháng 2 năm 2019. Bài hát đạt vị trí số 67 trên Billboard Hot 100 của Hoa Kỳ và ở vị trí số 90 trên UK Singles Chart, trở thành bài hát đầu tiên của nhóm ra mắt trên cả hai bảng xếp hạng. Phiên bản tiếng Nhật ra mắt và đạt vị trí số 1 trên bảng xếp hạng đĩa đơn Oricon, trở thành đĩa đơn bán chạy thứ 13 của năm 2017 tại Nhật Bản. Bài hát đã được trao chứng nhận Vàng bởi Hiệp hội Công nghiệp Ghi âm Hoa Kỳ (RIAA) và chứng nhận Bạch Kim kép bởi Hiệp hội Công nghiệp Ghi âm Nhật Bản (RIAJ). "DNA" đã nhận được một số giải thưởng, bao gồm đề cử Bài hát của năm tại Korean Music Awards lần thứ 15 và Mnet Asian Music Awards lần thứ 19.
Video âm nhạc được đạo diễn bởi YongSeok Choi và được công chiếu đồng thời với việc phát hành bài hát. Video có cảnh nhóm biểu diễn vũ đạo phức tạp trong nhiều bối cảnh sử dụng CGI. Sau khi phát hành Love Yourself: Her, BTS đã quảng bá bài hát bằng các buổi biểu diễn trực tiếp trên các chương trình âm nhạc của Hàn Quốc, bao gồm M! Countdown, Music Bank và Inkigayo. Buổi biểu diễn cho "DNA" trên sóng truyền hình Mỹ đầu tiên của nhóm tại American Music Awards năm 2017 đã nhận được những đánh giá tích cực từ các nhà phê bình. Nó cũng được đưa vào danh sách biểu diễn của Love Yourself World Tour (2018–19).

## Bối cảnh và phát hành
Sau thành công của album phòng thu thứ ba Wings (2016) và album tái phát hành You Never Walk Alone (2017), BTS đã bắt đầu sản xuất chuỗi album Love Yourself của nhóm. Vào ngày 24 tháng 8 năm 2017, nhóm đã công bố phát hành mini album thứ năm của nhóm, Love Yourself: Her, phần đầu tiên của chuỗi album. "DNA" được công bố là bài hát chủ đề của mini album. Bài hát được viết bởi "Hitman" Bang, Supreme Boi, Kass, Suga, RM và nhà sản xuất Pdogg. Nó được điều chỉnh bởi Pdogg, Wooyeong Jeong và KASS, trong khi phần hòa âm do James F. Reynolds tại Schmuzik Studios phụ trách. BTS đã thu âm bài hát tại Big Hit Studios ở Seoul, Hàn Quốc.

## Giải thưởng
"DNA" đã giành được chiến thắng ở vị trí đầu tiên trên nhiều chương trình âm nhạc hàng tuần của Hàn Quốc. Bài hát đã giành được tổng cộng 10 giải thưởng trên chương trình âm nhạc, bao gồm cả "triple crown" (ba lần chiến thắng liên tiếp) trên cả Music Bank và Inkigayo. Bài hát cũng đã đạt được 5 giải Melon Weekly Popularity Awards liên tiếp nhờ thành công đáng kể trên các nền tảng kỹ thuật số. Billboard đã đưa "DNA" vào danh sách các bài hát của nhóm nhạc nam xuất sắc nhất mọi thời đại và 100 bài hát xuất sắc nhất năm 2017. Bài hát đã nhận được một số giải thưởng, đáng chú ý nhất là Video âm nhạc xuất sắc nhất tại Melon Music Awards năm 2017 và đề cử cho giải Bài hát của năm tại cả Korean Music Awards lần thứ 15 và Mnet Asian Music Awards lần thứ 19.

## Diễn biến thương mại 
"DNA" là một thành công thương mại ở Hàn Quốc. Nó ra mắt ở vị trí số 2 trên bảng xếp hạng kỹ thuật số Gaon ấn bản phát hành trên bảng xếp hạng ngày 17–23 tháng 9 năm 2017 và bán được 224,178 đơn vị kỹ thuật số trong tuần đầu tiên phát hành. Đĩa đơn trụ trong top 5 trong 4 tuần liên tiếp trước khi rơi khỏi top 10 trong tuần bắt đầu từ ngày 15 tháng 10 năm 2017. "DNA" là bài hát có thành tích tốt nhất thứ 6 trong ấn bản tháng 9 năm 2017 của bảng xếp hạng kỹ thuật số Gaon hàng tháng dựa trên lượt tải xuống nhạc số, phát trực tuyến và nhạc nền (bản nhạc cụ). Cuối cùng, nó đã trở thành bài hát có thành tích tốt nhất thứ 56 và 22 lần lượt trong năm 2017 và 2018 tại Hàn Quốc. Tính đến tháng 2 năm 2019, "DNA" đã bán được hơn 2,5 triệu đơn vị kỹ thuật số trong nước. Ngoài ra, bài hát đạt vị trí số 1 trên Billboard K-pop Hot 100 và vị trí số 5 trên Billboard Japan Hot 100.
"DNA" đã ra mắt ở vị trí số 85 trên Billboard Hot 100 của Hoa Kỳ cho ấn bản phát hành trên bảng xếp hạng vào ngày 21 tháng 9 năm 2017, trở thành bài hát đầu tiên của BTS ra mắt trên bảng xếp hạng. Tuần sau, nó leo lên và đạt vị trí cao nhất ở vị trí số 67. Nhờ đó, nó đã trở thành bài hát có thứ hạng cao nhất của một nhóm nhạc Hàn Quốc, vượt qua kỷ lục của Wonder Girls ở vị trí thứ 76. Đĩa đơn ra mắt ở vị trí số 1 trên bảng xếp hạng World Digital Songs cho ấn bản phát hành vào ngày 10 tháng 10 năm 2017, trở thành đĩa đơn quán quân thứ tư của nhóm trên bảng xếp hạng. Tính đến tháng 9 năm 2019, nó đã bán được gần 100,000 lượt tải xuống ở Hoa Kỳ. Vào ngày 9 tháng 2 năm 2018, nó đã được trao chứng nhận vàng bởi Hiệp hội Công nghiệp Ghi âm Hoa Kỳ (RIAA), khi đạt được 500,000 đơn vị tương đương". "DNA" đã mang lại cho BTS lần ra mắt đầu tiên trên bảng xếp hạng đĩa đơn Vương quốc Anh ở vị trí số 90. Bài hát cũng đứng ở vị trí số 47 trên Canadian Hot 100 và xuất hiện ở vị trí số 99 trên bảng xếp hạng ARIA của Úc. Nó đã được trao chứng nhận Vàng bởi Hiệp hội Công nghiệp Ghi âm Úc (ARIA) cho 35,000 đơn vị tương đương.